# Piotr Starzyński
Piotr Starzyński (Katowice, 22 gennaio 2004) è un calciatore polacco, centrocampista del Wisła Cracovia.

## Caratteristiche tecniche
Centrocampista offensivo, è un giocatore rapido e dotato di una buona tecnica, che sa essere letale quando parte palla al piede in velocità. Dotato di un buon tiro dalla distanza, si è rivelato anche estremamente duttile.

## Carriera
Cresciuto nel settore giovanile del Biała Gwiazda, ha esordito in prima squadra il 31 gennaio 2021 disputando l'incontro di campionato perso 3-4 contro il Piast Gliwice, subentrando al '78 al posto di Georgïý Jwkov.

## Statistiche

### Presenze e reti nei club
Statistiche aggiornate al 7 dicembre 2021.
| Stagione        | Squadra         | Campionato      | Campionato | Campionato | Coppe nazionali | Coppe nazionali | Coppe nazionali | Coppe continentali | Coppe continentali | Coppe continentali | Altre coppe | Altre coppe | Altre coppe | Totale | Totale |
| Stagione        | Squadra         | Comp            | Pres       | Reti       | Comp            | Pres            | Reti            | Comp               | Pres               | Reti               | Comp        | Pres        | Reti        | Pres   | Reti   |
| --------------- | --------------- | --------------- | ---------- | ---------- | --------------- | --------------- | --------------- | ------------------ | ------------------ | ------------------ | ----------- | ----------- | ----------- | ------ | ------ |
| gen.-mag. 2021  | Wisła Cracovia  | EK              | 15         | 1          |                 | -               | -               |                    | -                  | -                  |             | -           | -           | 15     | 1      |
| 2021-2022       | Wisła Cracovia  | EK              | 12         | 0          | CP              | 3               | 0               |                    | -                  | -                  |             | -           | -           | 15     | 0      |
| Totale carriera | Totale carriera | Totale carriera | 27         | 1          |                 | 3               | 0               |                    | -                  | -                  |             | -           | -           | 30     | 1      |